# Silkworm (missile)
Pour les articles homonymes, voir Silkworm.
Les séries Shang Yo ou SY (du chinois : « 上游 », « contre-courant ») et Hai Ying ou HY (du chinois : « 海鹰 », « aigle de mer ») sont d'anciens missiles antinavires, conçus par l'industrie de l'armement de la république populaire de Chine. Ils étaient dérivés du missile soviétique P-15 Termit.
Les HY-1 et HY-2 reçurent la désignation OTAN de « Silkworm ». Pour ne pas arranger les choses, les médias occidentaux désignaient également les séries SY et ses dérivés d'exportation, les séries Fei Long ou FL (du chinois : « 飞龙 », « dragon volant »), par le nom de Silkworm's.

## Histoire
Le Silkworm fut conçu et développé à l'Institut de la Mécanique, sous la direction de Qian Xuesen, un scientifique qui effectua ses études à l'Institut des Technologies du Massachusetts (MIT) et à l'Institut des Technologies de Californie (Caltech), avant d'être déporté par les États-Unis en 1955 en raison d'une suspicion de liens communistes. Un ouvrage racontant la vie de ce scientifique fut écrit par Iris Chang, intitulé « Thread of the Silkworm ».

## Série«SY»
Les missiles de la série SY furent développés à-partir du P-15 Termit conçu par le complexe militaro-industriel soviétique.
Ils étaient employés sur des navires lance-missiles de faibles dimensions, dotés d'équipements électroniques faibles et limités. Les chinois rencontrèrent des difficultés à rendre le missile compatible avec les systèmes plus complexes équipant habituellement les navires de dimensions plus importantes. Cela pourrait avoir causé des lancements prématurés ou des détonations lorsque les équipements électroniques fonctionnaient à pleine-puissance.
En conséquence, afin d'équiper les navires et de remplacer les missiles de la série SY, les chinois développèrent les missiles de la série HY. Les missiles SY avaient été conçus au-départ pour équiper les navires en parallèle à ceux de la série HY, et ils permettaient également de proposer une alternative économique au marché d'exportation.

### SY-1

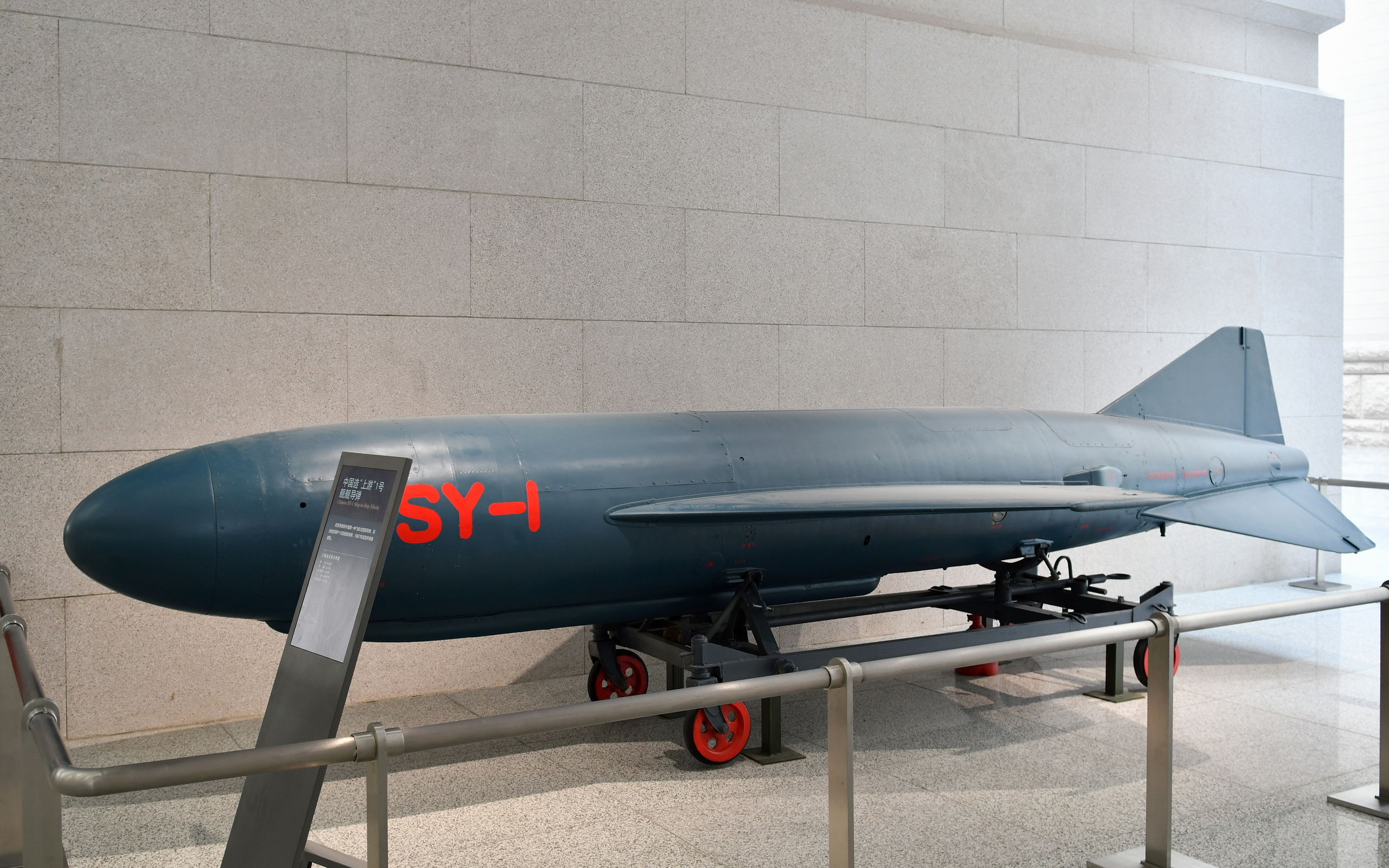
SY-1.

Le SY-1, désigné par l'OTAN CSS-N-1 « Scrubbrush », est la version chinoise originale du P-15 soviétique, produite à l'usine 320 (Nanchang Aircraft Factory : 南昌飞机制造厂). Les sources chinoises identifient les deux concepteurs de cette arme comme étant Li Tongli et Lu Lin.
La différence principale entre le P-15 termit et le SY-1 venait principalement du remplacement de l'altimètre peu fiable du modèle soviétique par un modèle bien plus efficace dans le missile chinois. Le successeur du SY-1, conçu par Peng Lisheng (彭历生) et désigné SY-1A, était doté d'un radar de guidage monopulse, qui remplaçait l'ancien modèle à balayage conique.
Le missile fut ensuite modernisé pour être aéroporté, et cette version reçut la désignation de C-601. Elle fut la première arme anti-navire aéroportée de la Chine et l'OTAN lui attribua la désignation de CAS-1 « Kraken ». Il fut utilisé par les avions irakiens H-6 au-cours de la guerre qui les opposa à l'Iran. Une version dotée de nouveaux circuits intégrés, d'un nouvel autodirecteur à radar actif et d'un nouvel altimètre radio entra en service sous le nom de SY-1A, au début des années 1980.

### SY-2
Le moteur à carburant liquide étant plutôt dangereux et peu fiable, un modèle à carburant solide fut développé.
Ce propulseur permit également de réduire la taille et de diminuer la masse du missile, tout en lui apportant une portée plus importante. La masse de la charge militaire fut elle aussi diminuée, mais son efficacité fut en-réalité améliorée quand fut adopté un concept de charge hautement explosive semi-perforante à déclenchement retardé. La version améliorée de ce missile sera appelée SY-2A.

### Caractéristiques techniques
|                                                      | SY-1                                                                | SY-2                                            |
| Longueur                                             | 6,55 m                                                              | 6,00 m                                          |
| Diamètre                                             | 76 cm                                                               | 54 cm                                           |
| Envergure                                            | 2,40 m                                                              | 1,70 m                                          |
| Masse au lancement                                   | 2 095 kg                                                            | 1 720 kg                                        |
| Charge militaire                                     | 513 kg Hautement explosive (HE) à charge creuse                     | 365 kg Hautement explosive (HE) à charge creuse |
| Détonation                                           | à l'impact                                                          | impact + délai                                  |
| Guidage                                              |                                                                     |                                                 |
| Vol de croisière                                     | navigation inertielle                                               | navigation inertielle                           |
| Phase terminale                                      | SY-1 : radar actif à balayage conique SY-1A : radar actif monopulse | radar actif                                     |
| Propulsion                                           |                                                                     |                                                 |
| Accélération                                         | Moteur-fusée à carburant solide                                     | moteur-fusée à carburant solide                 |
| Vol de croisière                                     | Moteur-fusée à ergols liquides                                      | moteur-fusée à carburant solide                 |
| Performances                                         |                                                                     |                                                 |
| Vitesse                                              | Mach 0.8                                                            | Mach 0.9                                        |
| Portée maximale                                      | 150 km                                                              | 130 km                                          |
| Altitude de croisière                                | < 20 m                                                              | 20 m                                            |
| Probabilité de coup au but (Pk - Probabiliy of Kill) | 70 %                                                                | 70 %                                            |

## Série«HY»

### HY-1

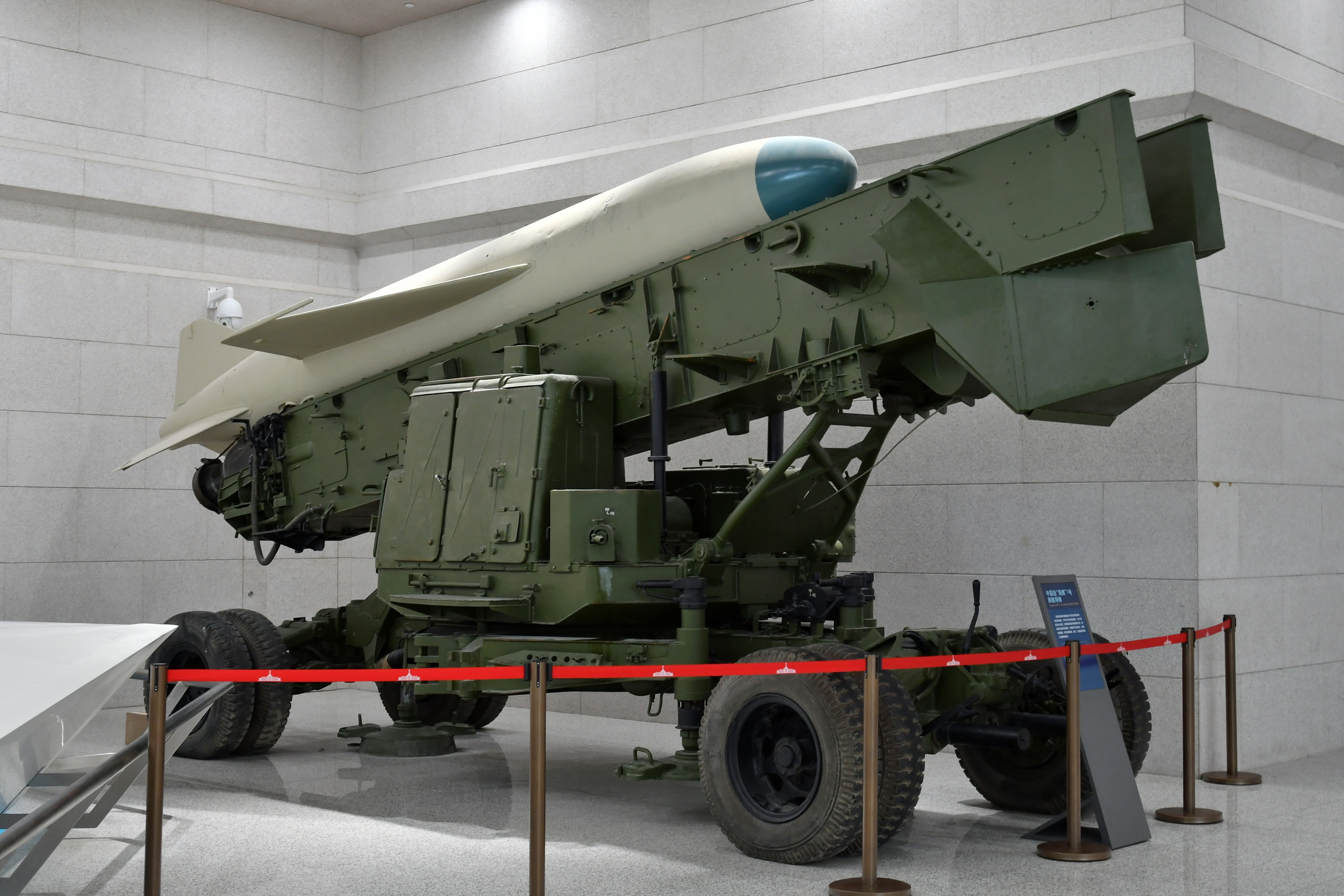
Véhicule lanceur du missile HY-1, exposé au musée militaire de la révolution populaire chinoise, Pékin.

Le missile HY-1 reçut deux désignations OTAN distinctes : le CSS-N-2 « Safflower », pour la version maritime, et le CSS-C-2 « Silkworm », pour la version de défense côtière basée à-terre.
Le HY-1J était prévu d'équiper les destroyers Type 051, mais l'agitation conséquente à la révolution culturelle prolongea son développement jusqu'aux années 1980. Finalement, les destroyers Type 051 déployés dans l'Océan Pacifique pour accompagner les tests de missiles balistiques ne furent pas dotés de missiles anti-navires.
Une version plus moderne dotée de deux statoréacteurs, le C-101, a également été créée à-partir du HY-1. Désigné par l'OTAN CSS-C-5 « Saples », il est lancé depuis les avions ou les navires et sa désignation chinoise est YJ-16.

#### Versions
- HY-1 : Version initiale de développement, basée sur les missiles SY et utilisée seulement en très petit nombre depuis des postes terrestres à des fins d'évaluation. Il n'entra jamais en production et fut remplacé par le HY-1J.
- HY-1J : Version mer-mer pour les destroyers Type 051.
- HY-1JA : Version mer-mer améliorée, dotée d'un nouvel autodirecteur radar, résistant mieux aux contre-mesures et ayant une précision plus importante.
- HY-1A : Version terre-mer, basée sur le HY-1JA.
- HY-1B : Drone-cible à basse-altitude, dédié aux tests du missile sol-air HQ-2A.
- HJ-1YB : Drone-cible à basse-altitude, dédié aux tests du missile sol-air HQ-61.

### HY-2

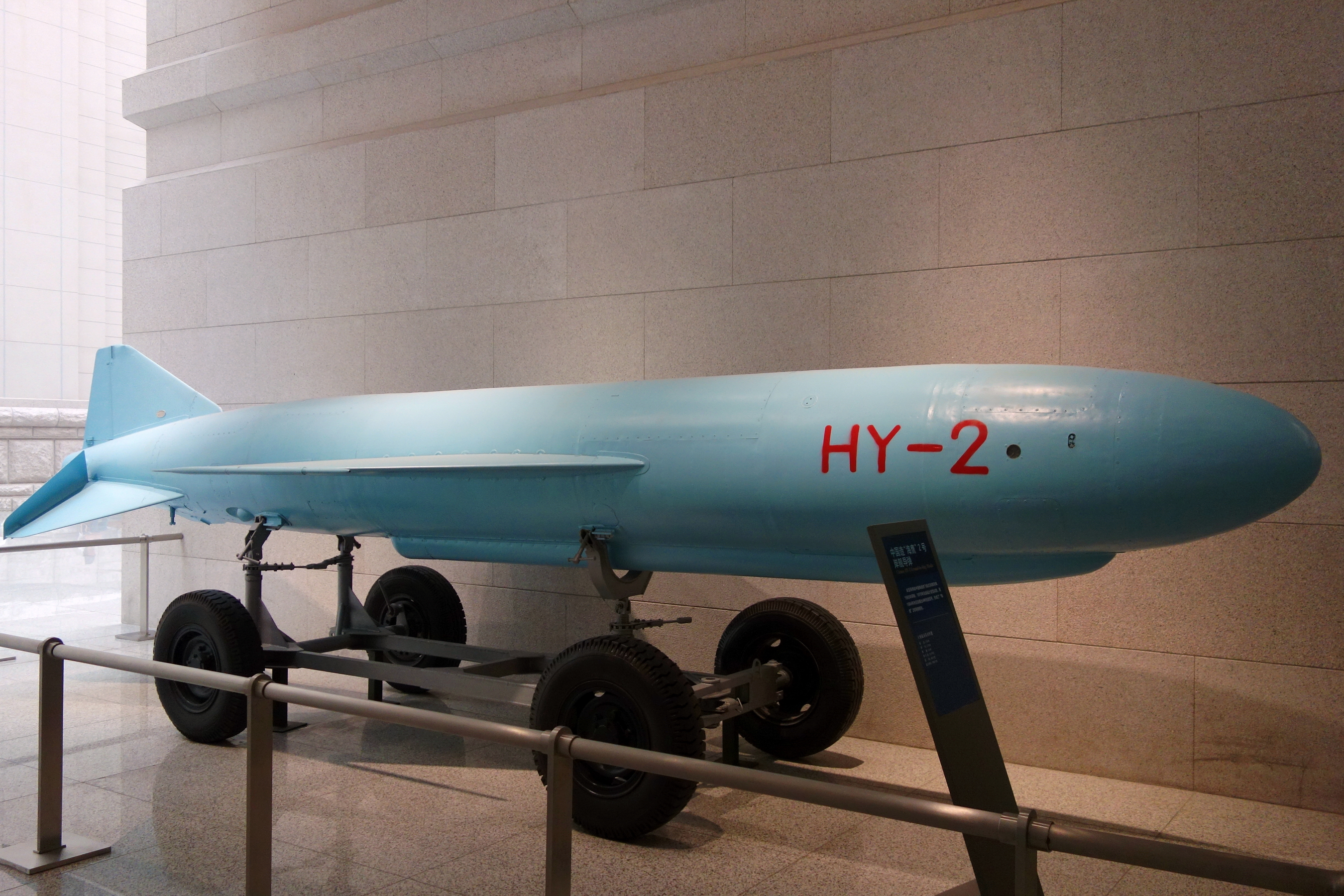
HY-2.

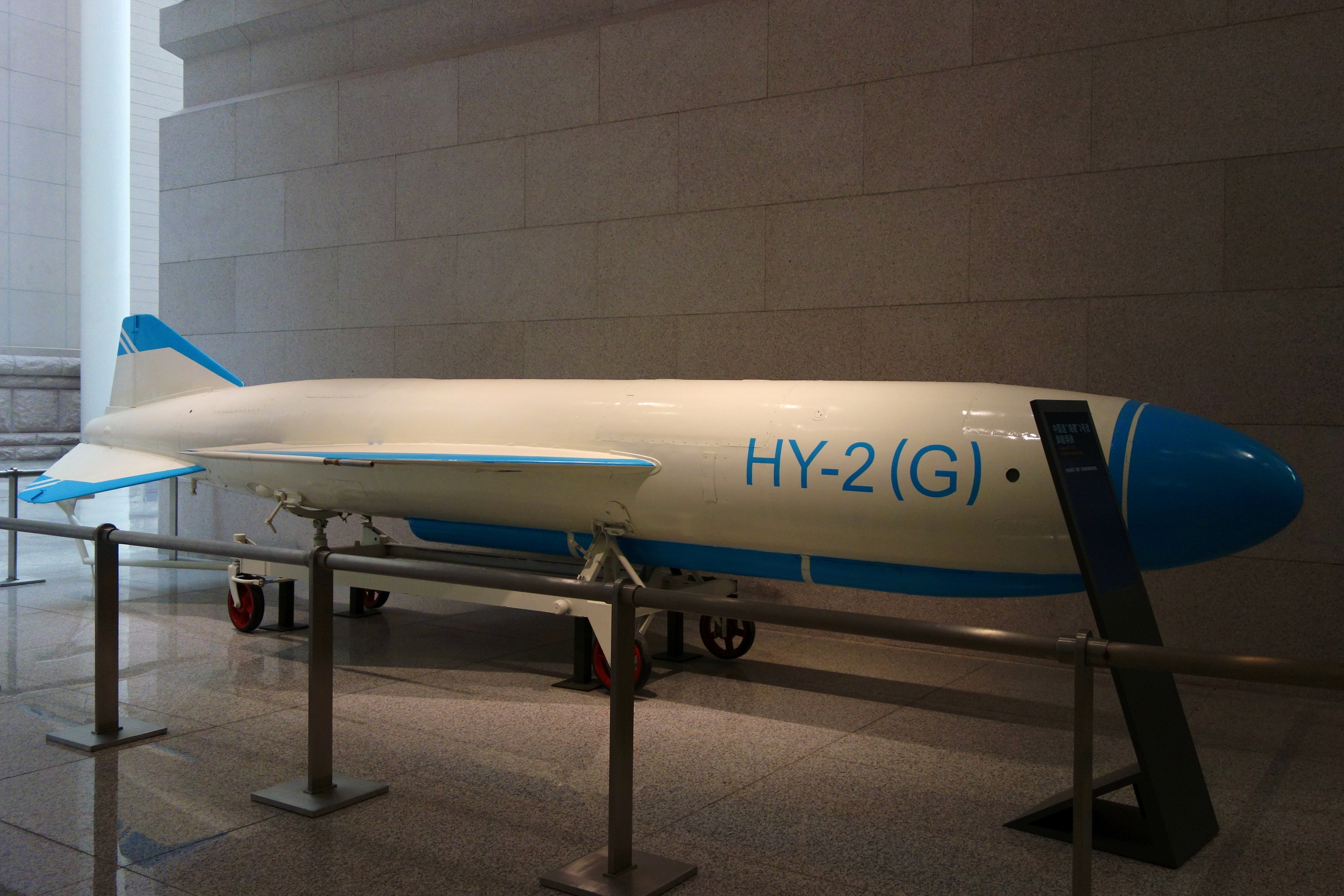
HY-2 (G).

Le missile HY-2 était identique au HY-1, mais avec un fuselage rallongé. Il était doté d'un nez arrondi, contenant l'antenne du radar, d'ailes en delta à mi-hauteur montées à mi-longueur du fuselage, et de trois gouvernes de contrôle à la queue. Il était propulsé par un moteur-fusée à ergols liquides et l'accélération au lancement était effectuée par un booster à poudre attaché sous le fuselage du missile.
Le HY-2, désigné C-201 en interne et CSS-C-3 « Seersucker » par l'OTAN, était lancé depuis un poste de tir à-terre et évolue à une altitude de 1 000 m durant la première phase de son vol. Après avoir atteint les conditions idéales pour son vol de croisière, l'altitude de vol était réduite à une valeur comprise entre 100 et 300 m. Lors de l'approche finale vers sa cible, le missile allumait son radar et plongeait à une altitude de 8 m jusqu'à l'impact. La probabilité de coup-au-but était estimée à 90 %. La désignation C-201 désignait à-la-fois la version aéroportée du missile et sa désignation à l'exportation, tandis-que la désignation CSS-N-2 « Silkworm » était destinée à la version tirée depuis les navires. En raison de sa taille trop importante, il ne fut jamais employé sur les navires, bien que les destroyers Type-051 aient été prévus pour les utiliser.
Ce missile est obsolète et son remplacement futur devrait être confié aux missiles de la série YJ-8. Il a été largement exporté de par le monde, et il est le missile de la série auquel la désignation de Silkworm est la plus attribuée.

#### Versions
- HY-2 : Version basique terre-mer, à guidage radar. Développée à-partir du missile HY-1.
- HY-2A : Version à guidage terminal par infrarouges.
- HY-2AII : Version améliorée du HY-2A.
- HY-2B : Version à radar de guidage amélioré, un radar monopulse remplaçant l'ancien modèle à balayage conique.
- HY-2BII : Version améliorée du HY-2B, dotée d'un nouveau radar.
- HY-2C : Version améliorée du HY-2BII, dotée d'un nouvel altimètre et de surfaces de contrôle revues.
- HY-2G : Version identique au HY-2, mais dotée d'une caméra dans le nez (guidage TV).
- C-201 : Version air-surface du missile. Cette désignation « constructeur » (interne) est aussi celle du modèle vendu à l'exportation.
- C-201W : Version à portée étendue, motorisée par un turboreacteur à la place du moteur-fusée à ergols original. Exportation uniquement.

### HY-3

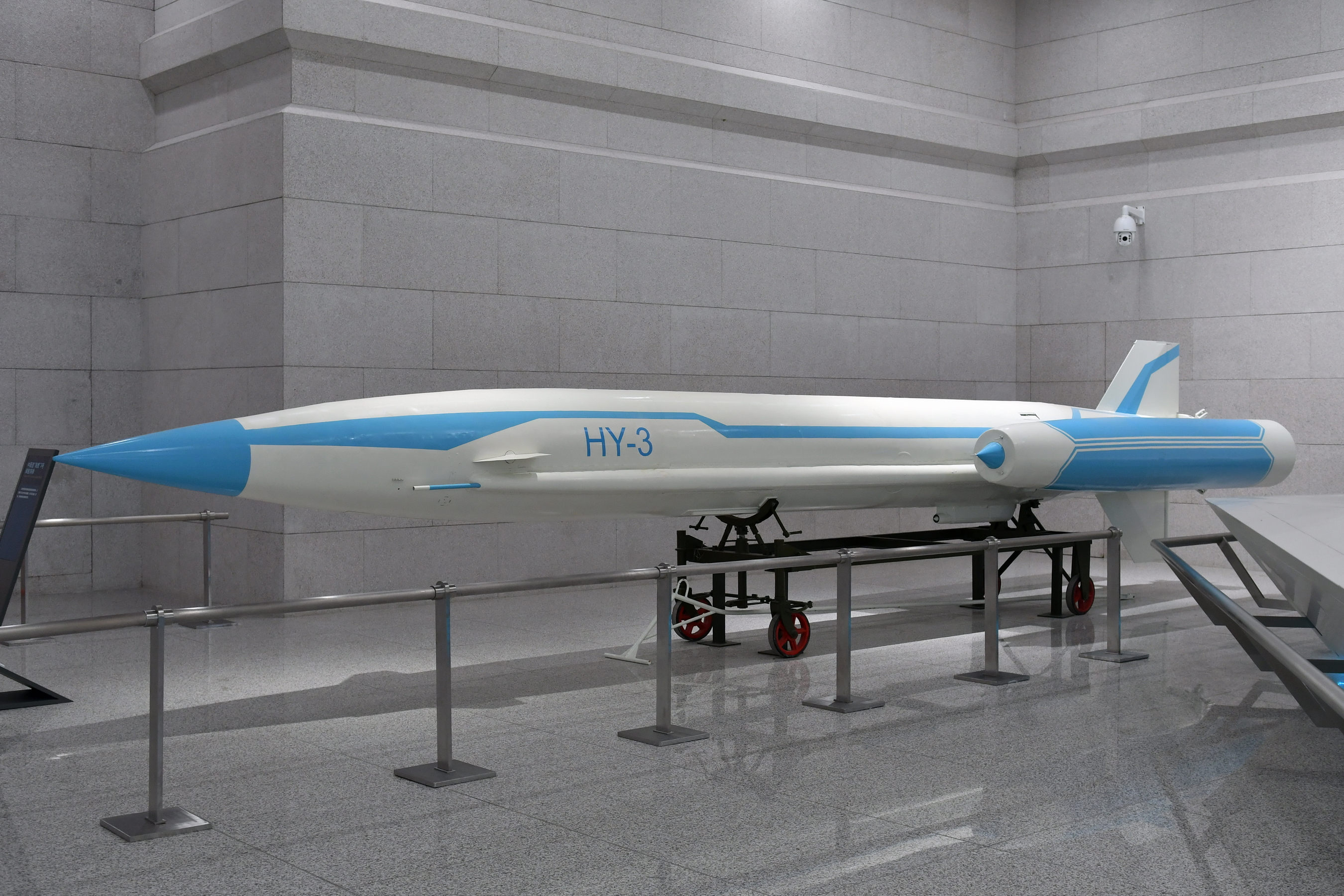
HY-3.

Le HaiYing-3 ou HY-3 (aussi désigné C-301 pour l'exportation), désignation OTAN CSS-C-6 « Sawhorse », est un missile terre-mer supersonique propulsé par statoréacteur, développé par la China Haiying Electro-Mechanical Technology Academy (中国海鹰机电技术研究院 - CHETA, aussi connue comme la 3rd Academy). Il fut développé dans les années '80 et se basait sur la conception du HY-2 (C-201).
Le HY-3 est un missile de grande taille, avec un fuselage avant fin et un nez pointu, associés à une partie de fuselage arrière large comprenant quatre accélérateurs à poudre et deux statoréacteurs. Il y'a une paire de plans-« canards » à l'avant, 4 surfaces de contrôle à l'arrière, et 4 ailettes plus petites de stabilisation, attachées aux 4 boosters à poudre. Ces accélérateurs accélèrent le missile jusqu'à une vitesse de Mach 1.8, vitesse à-partir de laquelle le statoréacteur commence à brûler son kérosène et fait voler le missile jusqu'à une vitesse de Mach 2.5.
Sa portée est estimée, selon plusieurs sources, à une distance d'environ 130 km et il peut voler à une altitude de 50 m lors de la phase terminale de son attaque. Juste-avant d'allumer son radar, il descend encore à moins de 30 m puis plonge sur sa cible juste-avant l'impact.
Ce missile de 3,5 t est tiré depuis un lanceur terrestre. Chacune de ces unités de lancement consiste en 4 lanceurs, un radar d'acquisition des cibles, une unité le contrôle de tir, un groupe générateur de puissance et de 8 à 12 missiles de rechange montés sur des véhicules d'approvisionnement (un missile par camion).

### HY-4
Le développement du C-201 en HY-4 est un missile anti-navire à moyenne portée tiré depuis des avions, navires ou des postes à terre. Le développement de ce missile est supposé avoir commencé au milieu des années 1970, en remplaçant le moteur-fusée à ergols liquide du HY-2 par un petit turboréacteur, ainsi qu'en ajoutant un autodirecteur à radar monopulse.
Excepté ces quelques modifications, la configuration générale du HY-4 est assez similaire à celle du C-201, comprenant deux ailes en delta placées à mi-hauteur au centre du fuselage et trois gouvernes à la queue. Le missile est également doté d'un radioaltimètre, permettant de faire varier son altitude de croisière de 70 à 200 m, suivie par une plongée lente vers sa cible. La version aérienne est désignée C-401.

### Caractéristiques techniques
|                                                      | HY-1 | HY-2 | HY-3                                                    | HY-4                                                |
| Versions (désignation OTAN)                          | HY-1 : développement HY-1J : mer-mer (CSS-N-2 Safflower) HY-1JA : mer-mer amélioré HY-1A : terre-mer (CSS-C-2 Silkworm) HY-1B : drone-cible HJ-1YB : drone-cible | HY-2 : terre-mer radar (CSS-C-3 Seersucker) HY-2A : terre-mer infrarouge HY-2AII : HY-2A amélioré HY-2B : terre-mer radar amélioré HY-2BII : HY-2B amélioré C-201 : air-mer C-201W : air-mer portée étendue SY-1A : mer-mer (CSS-N-2 Silkworm) | HY-3 : terre-mer (CSS-C-6 Sawhorse) C-301 : terre-mer   | HY-4 : surface-surface C-401 : air-mer              |
|                                                      | | C-201 : export C-201W : export | C-301 : export                                          |                                                     |
| Longueur                                             | 6,60 m | 7,48 m | 9,85 m                                                  | 7,36 m                                              |
| Diamètre                                             | 76 cm | 76 cm | 76 cm                                                   | 76 cm                                               |
| Envergure                                            | 2,40 m | 2,40 m | 2,24 m                                                  | 2,40 m                                              |
| Masse au lancement                                   | 2 300 kg | 2 998 kg | 3 400 kg                                                | 2 740 kg                                            |
| Charge militaire                                     | 513 kg Hautement explosive (HE) à charge creuse | 513 kg Hautement explosive (HE) à charge creuse | 300 ~ 500 kg HE semi-perforante                         | 513 kg Hautement explosive (HE) à charge creuse     |
| Détonation                                           | à l'impact | impact + délai | impact + délai                                          | impact + délai                                      |
| Guidage                                              | | |                                                         |                                                     |
| Vol de croisière                                     | navigation inertielle | navigation inertielle | navigation inertielle                                   | navigation inertielle                               |
| Phase terminale                                      | radar actif à balayage conique (premières versions) radar actif monopulse (dernières versions)                                                                   | HY-2 : radar actif à balayage conique HY-2A/2AII : infrarouge HY-2B/2BII : radar actif monopulse | radar actif                                             | radar actif monopulse                               |
| Propulsion                                           | | |                                                         |                                                     |
| Accélération                                         | Moteur-fusée à carburant solide | Moteur-fusée à carburant solide | 4 x accélérateurs à carburant solide (jusqu'à Mach 1.8) | Moteur-fusée à carburant solide                     |
| Vol de croisière                                     | Moteur-fusée à ergols liquides | Moteur-fusée à ergols liquides turboréacteur (C-201W) | 2 x statoréacteurs                                      | turboréacteur                                       |
| Performances                                         | | |                                                         |                                                     |
| Vitesse                                              | Mach 0.8 | Mach 0.8 | Mach 2.5                                                | Mach 0.8 ~ 0.85                                     |
| Portée maximale                                      | 85 km | 200 km | 180 km                                                  | 300 ~ 500 km                                        |
| Altitude de croisière                                | 100 ~ 300 m (premières versions) < 20 m (dernières versions) | ~ 1 000 m (accélération) 100 ~ 300 m (vol de croisière) ~ 8 m (phase terminale) | 50 m (vol de croisière) < 30 m (phase terminale)        | 70 ~ 200 m (vol de croisière) 8 m (phase terminale) |
| Probabilité de coup au but (Pk - Probabiliy of Kill) | 70 % | 90 % |                                                         |                                                     |

## Série«FL»
Les missiles de la série FL furent conçus comme une contrepartie « terrestre » de ceux de la série SY, et eurent un volume de production bien plus important que ces derniers.
Les missiles FL étaient moins chers car, étant tirés depuis des lanceurs terrestres, ils n'avaient pas à assumer toutes les contraintes d'une utilisation depuis un support maritime. Un autre intérêt majeur venait du fait qu'ils pouvaient être disposés à des endroits éloignés de leurs systèmes de désignation de cibles (C4ISTAR), ce qui améliorait grandement leur survivabilité et leur flexibilité. Les SY, HY et FL partageaient tous les mêmes systèmes.
Une version supersonique, le FL-7, fut également développée, mais ce missile était significativement différent de ceux de la série SY et ses dérivés immédiats.

### FL-1
Le FL-1, désigné par l'OTAN CSS-NX-1, était un SY-1 avec un radar monopulse à haute fréquence. Il employait un radar altimétrique pour pouvoir voler à une altitude de 30 m.

### FL-2
Les missiles anti-navire FL-2 étaient la version lancée à terre des SY-2. Ils étaient produits à l'usine de Nanchang Aircraft Factory (南昌飞机制造厂).

## SFQ-1
Le SFQ-1 était un appareil d'expérimentations, démuni de charge militaire, ayant contribué au développement par les chinois de turboréacteurs de petite taille destinés à augmenter la portée de leurs missiles anti-navires. Ils permirent également de valider le mode de propulsion choisi pour équiper les missiles de croisière d'attaque terrestre YJ-4.
Le projet intégral fut nommé Kunpeng (鲲鹏) et démarra au début des années '70. Il visait à tester les mini-turboréacteurs WP-11 et FW-41, des copies de rétroingénierie des moteurs qui propulsaient les drones et missiles occidentaux.

## YJ-4
YJ-4 est le nom d'une famille de missiles de croisière d'attaque terrestre, développée par la Chine entre les années '70 et au début des années '80.
En raison du niveau technologique et industriel chinois limité à cette période, seule une quantité extrêmement réduite de missiles YJ-4 entra en service, la plupart servant d'ailleurs de base pour le développement d'armes futures plus efficaces, tel le missile Chang Feng. Deux versions de l'YJ-4 furent développées : l'YJ-4I, souvent désignée par-erreur YJ-41, et l'YJ-4II, elle aussi désignée par erreur YJ-42.
Les deux missiles ne diffèrent que par leurs groupes propulseurs. L'YJ-4I est équipé du moteur WP-11, la version chinoise du Turbomeca Marboré, alors que l'YJ-4II à portée plus importante était équipée d'un moteur deux fois plus puissant, le FW-41, la version chinoise du Teledyne CAE J69 américain, copiée à partir du moteur d'un drone Firebee perdu en territoire communiste.

## XW-41
L'XW-41, une version améliorée du HY-4, a été également développé. Cette ultime version de la famille des missiles C-201 est déclarée pouvant franchir une distance de 300 km, avec l'ajout d'un système de guidage GPS et GLONASS (le GPS russe). Pourtant, en raison de la disponibilité de systèmes similaires bien plus évolués, tels les missiles C-602, l'avenir du XW-41 et des autres missiles Slikworm parait bien difficile à cerner, même si ses essais ont été accomplis avec succès.
Même s'il est toujours officiellement un membre de la grande famille des Silkworm's, les ingénieurs considèrent que ce missile est suffisamment différent des autres pour être classé dans une catégorie qui lui est propre, principalement en raison des hautes technologies dont il dispose. Après la fin de la guerre du Golfe, les Émirats arabes unis passèrent commande de 30 de ces engins pour la protection de leur littoral et, d'après le quotidien anglophone Jane's Defence Weekly, ils seraient désignés par les émiratis par leur dénomination générique de « Silkworm ». Les sources chinoises affirment, elles, que ces missiles étaient des XW-41, mais d'autres rapports font état de missiles appartenant à d'autres séries de la famille Silkworm.

## YJ-6 (C-601)

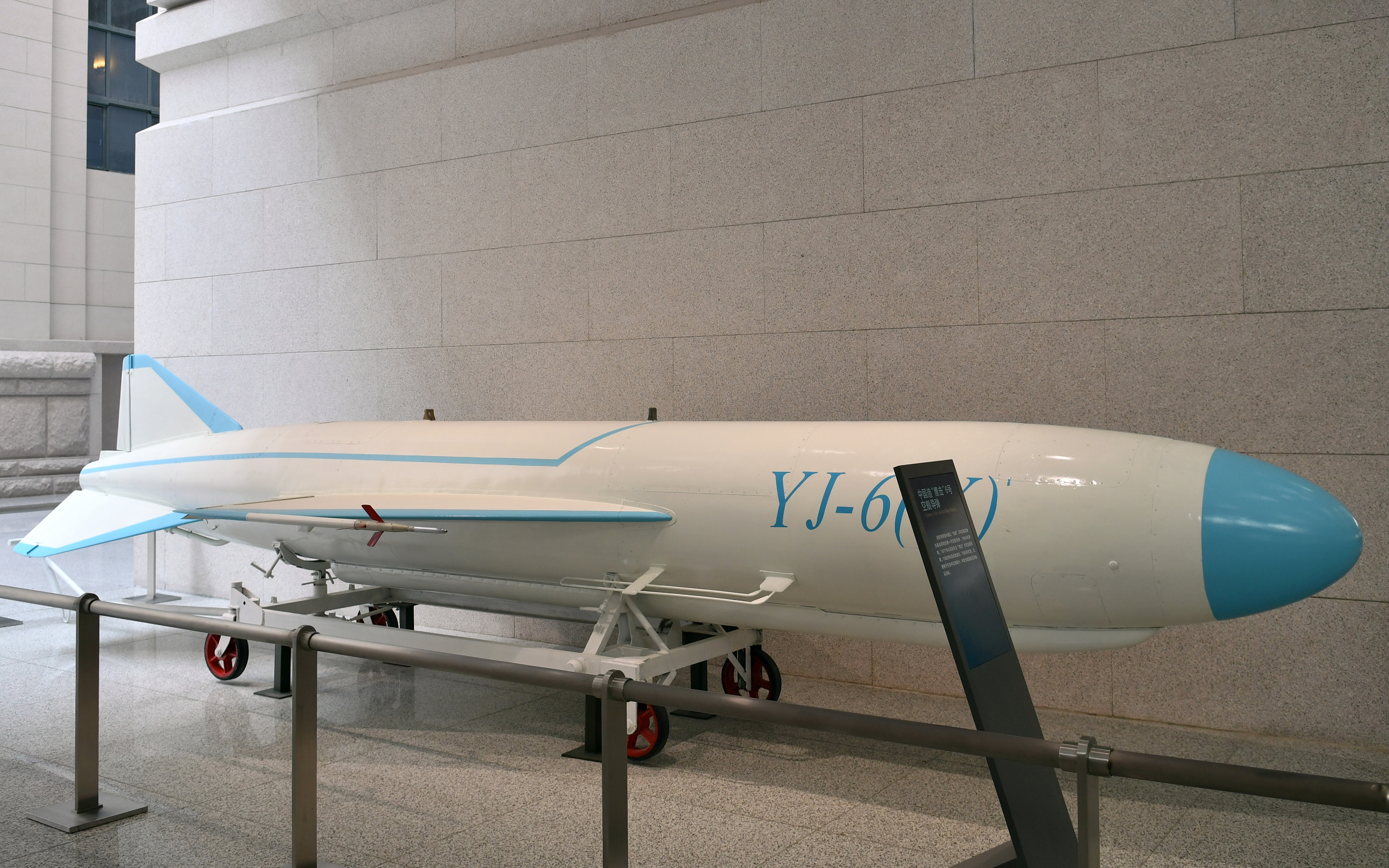
YJ-6.

Le missile XW-41 et son prédécesseur HY-4 perdirent leurs promesses de vente dès que les guerres du Moyen-Orient furent cessées, ce qui entraîna une modification des plans de la part des chinois, qui décidèrent de convertir leurs XW-41 en missiles air-surface d'attaque de précision.
Les travaux de développement commencèrent au milieu des années '90, lorsque la Sea Eagle Mechanical-Electrical Research Academy (海鹰机电技术研究院) reçut un soutien de l'armée chinoise, et le projet fut achevé en 2002. Le missile qui en résulta fut nommé YJ-63, aussi connu sous le nom de C-603. En comparaison avec le XW-41, le guidage par radar actif original avait été remplacé par un système à télévision et les gouvernes en « Y » inversé avaient été remplacées par d'autres ayant une disposition en « X ».

### YJ-61 (C-611)

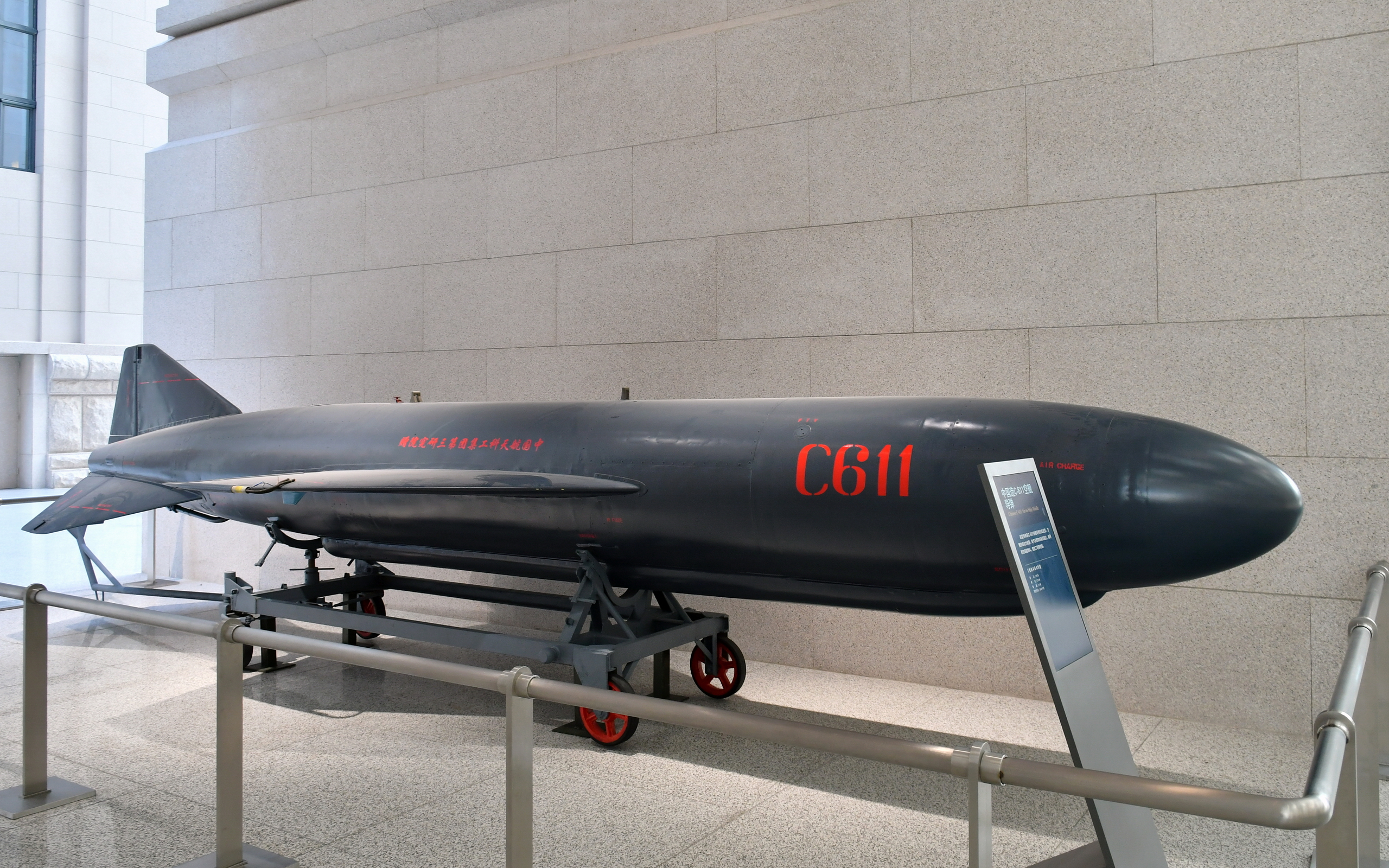
C-611.

Le C-611 est la version améliorée du C-601 et autres anciens modèles air-surface de la famille Silkworm.
Toutes les modifications effectuées ne sont pas forcément identiques, en-raison des différences entre les diverses versions, mais l'électronique de tous les modèles est portée au dernier standard existant. L'autodirecteur actif monopulse du missile est modernisé et inclut désormais des capacités de détection semi-active et passive. Le missile peut également être employé contre des cibles terrestres sur les côtes. Dans l'ensemble, l'altitude de croisière diminue et la portée augmente.
- Portée : 200 km
- Altitude de croisière minimale : 20 m

### YJ-63 (KD-63)
Le KD-63 est la version la plus récente de la série YJ-63, entré en service entre 2004 et 2005.
Cette version d'attaque-au-sol est en apparence presque identique au C-603, excepté son cône de nez solide, remplaçant la vitre de l'ancien modèle guidé par TV. Cette spécificité indique que cette version du missile emploie un autre moyen de guidage, probablement un radar, mais le type exact de système employé demeure inconnu.

## Histoire opérationnelle
L'histoire opérationnelle des missiles Silkworm est principalement dominée par les faits d'armes de la version HY-2, dont la désignation OTAN est Seersucker, pour la version terrestre, et Silkworm, pour la version tirée depuis les navires (mais qui ne sera jamais employée de cette sorte).

### Guerre Iran-Irak

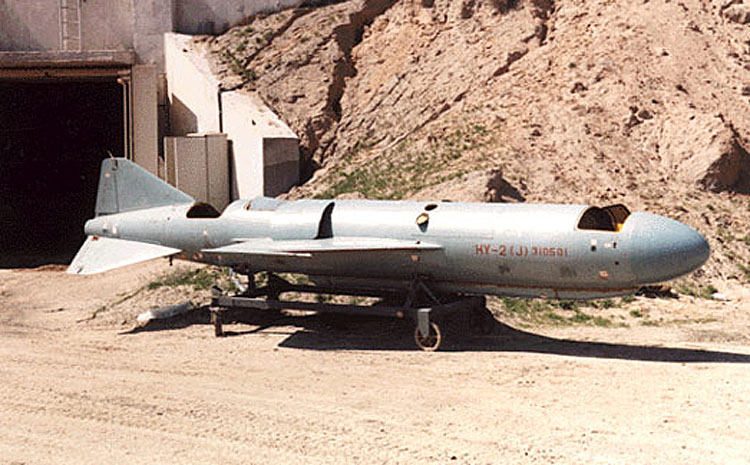
Missile Silkworm HY-2, stocké dans la ville d'Umm Qasr, en Irak.

Le Silkworm se fit une renommée dans les années 1980, quand il fut employé par les deux camps en conflit, lors de la guerre Iran-Irak. Ces deux pays avaient été approvisionnés en armes par la Chine elle-même.
De février 1986 à avril 1988, les troupes iraniennes occupèrent la péninsule de Fao.
En 1987, l'Iran effectua son premier achat de missiles Seersucker et relança l'activité des usines à missiles irakiennes capturées sur la péninsule. Au-cours de cette même année 1987, l'Iran lança plusieurs missiles depuis les environs de la péninsule, dont certains parvinrent à toucher des navires étrangers, comme par-exemple le pétrolier libérien Sungari (ce navire était en-fait propriété des États-Unis). Un autre parvint à frapper le pétrolier battant pavillon américain Sea Isle City, le 16 octobre 1987 à 5h30 du matin,. Les réparations à effectuer, concernant la passerelle et la zone-vie de l'équipage, bloquèrent le navire à-quai pendant 4 mois. Lors de l'explosion du missile 18 membres de l'équipage furent blessés et le capitaine du navire, John Hunt, gardera comme séquelle une cécité totale, après avoir reçu des projections de verre au visage,,.
Plus-tôt dans l'année, cinq autres missiles avaient déjà frappé des zones du Koweït. En octobre 1987, le terminal pétrolier off-shore « Kuwait's Sea Island » fut touché par un Silkworm, qui fut observé comme provenant de la même péninsule de Fao. Cette attaque mena le Koweït à déployer une batterie de défense à missiles Hawk sur l'île de Failaka, afin de protéger ce terminal. En décembre de cette même année, un autre Silkworm iranien fut lancé contre ce terminal mais alla percuter une barge installée à-côté pour servir de leurre.
Avant ces attaques, la portée du missile avait été estimée comme étant inférieure à 80 km, mais ces assauts répétés prouvèrent que la portée réelle du missile dépassait aisément les 100 km. Les observateurs militaires koweïtiens avaient en-effet constaté que les missiles provenaient de la péninsule, en suivant leurs évolutions au radar, tandis-que les satellites américains avaient permis de confirmer la position des sites de lancement.
Au-cours de l'opération « Praying Mantis », menée en 1988 contre l'Iran, une batterie côtière iranienne lança deux missiles contre le navire américain USS Gary (FFG-51), le 18 avril 1988. Les deux furent brouillés par les mortiers lance-leurres Mk.36 de la frégate (ou tombèrent à court de carburant), et s'écrasèrent devant le navire. Cet incident fut source de confusions, certains officiels américains refusant d'avouer une quelconque attaque, alors que les deux missiles avaient bien été suivis pendant leurs évolutions par plusieurs unités, dont une qui avait carrément eu un contact visuel avec eux ! Deux autres missiles furent tirés (des Silkworm's ou des Seersucker's) en direction de barges utilisées par la marine américaine dans le golfe Persique, mais manquèrent largement leur cible.
Seulement un mois plus tôt, en mars 1988, la Chine avait pourtant accepté de stopper l'approvisionnement de l'Iran en missiles HY-2. Mais il semblait que cette fourniture d'armes était toujours à-l'ordre du jour en 1989. Les iraniens ont depuis acquis la capacité à développer eux-mêmes leurs propres missiles.

### Opération Tempête du désert
Au mois d'août 1990, les irakiens avaient réparé les installations de Fao et disposaient de 84 missiles opérationnels, auxquels s'ajoutaient d'autres exemplaires en réserve à l'intérieur des terres.

#### Attaque de l'USSMissouri
Le 25 février 1991, un lanceur basé à terre tira deux Silkworm's en direction du navire américain USS Missouri, qui était alors accompagné des navires USS Jarrett (FFG-33) et HMS Gloucester (D96). Les missiles furent détectés par le navire, qui activa ses mortiers lance-leurres Mk.36 mais fut dans l'impossibilité d'activer un seul de ses quatre systèmes de défense rapprochée Mk.15, car ils étaient alors en veille. Au Nord-Est du Missouri, la frégate Jarett avait également détecté les missiles, mais ne pouvait les engager avec des missiles sol-air conventionnels car ils étaient trop proches pour pouvoir être accrochés au radar. Il activa alors son système Phalanx, mais ce dernier préféra accrocher les leurres du Missouri plutôt que de viser le premier des deux missiles,,.
Finalement, ce fut un missile Sea Dart lancé par le Gloucester qui détruisit le premier des deux missiles, après qu'il eut manqué le Missouri en le frôlant par l'Est. Le deuxième rata également sa cible et alla s'écraser en mer. Aucune mesure ne fut prise contre ce dernier par la Task Force, car il avait été jugé trop éloigné pour représenter un danger réel.
Un rapport irakien de l'incident, retrouvé après la fin du conflit, rapporta qu'un troisième missile avait été tiré contre le bâtiment américain, mais si tel était vraiment le cas, il est fort probable qu'il soit passé si loin de sa cible qu'il n'ait même pas été détecté par les systèmes de défense des navires alliés.
Tir allié :

Au-cours de la campagne, le Missouri fut victime d'un incident de tir allié provenant de la frégate Jarett.
D'après le rapport officiel, le canon d'autodéfense de 20 mm Phalanx qui engagea les leurres (paillettes) du Missouri envoya des projectiles perdus dans la structure de ce dernier, l'un d'entre eux traversant une cloison et allant se loger dans un passage intérieur du navire. Un autre de ces projectiles alla percuter la partie avant du navire, au niveau de la salle d'accueil des hôtes, la traversant de part-en-part. L'un des marins présents à-bord fut touché au cou par des éclats et souffrit de blessures mineures.
Ceux qui sont familiers de l'incident demeurent sceptiques quant-à ce récit, le Jarret étant alors à plus de deux nautiques de distance au moment de l'incident, et les caractéristiques des leurres étant telles que le Phalanx ne devrait normalement pas les détecter comme une menace et les engager. Il ne fait aucun doute que les obus ayant touché le Missouri provenaient bien du Jarett, et que ce fut bien un accident. La suspicion viendrait surtout du fait qu'un opérateur du Jarett aurait peut-être fait feu accidentellement en utilisant le système en manuel, alors qu'il était censé rester activé en mode automatique. Il n'existe cependant aucune preuve pour étayer cette théorie,.

#### Installations dans une école
Fin 1990 / début 1991, l'Irak érigea une installation de lancement et de ravitaillement en carburant de missiles, au sein de l'école pour filles des sciences de la ville d'Al-Badawiyah, en territoire koweïtien occupé. Ce site se trouve bien à-l'intérieur des terres, entre le Sud de la ville de Koweït et les quais des terminaux pétroliers d'Al-Shuaiba.
Même si elle était placée à un endroit bien plus stratégique que celles de la péninsule de Fao, cette installation ne fit rien du tout de tout le conflit. La garnison irakienne de la ville de Koweït était en-effet soumise à d'incessants bombardements aériens et maritimes alliés, et plus encore, l'attaque effectuée sur les réseaux de communications irakiens au-sein du Koweït occupé rendirent totalement impossible le moindre ciblage de navire dans le golfe. L'installation fut investie par les unités blindées des Marines américains en février 1991. 6 missiles Seersucker furent capturés, ainsi que deux camions-citerne Zil-131, deux chariots de contrôle et maintenance équipés du câblage nécessaire, un réservoir de carburant et un groupe électrogène chinois chargé d'alimenter le site en courant électrique.

#### Fin du conflit
À la fin de l'opération Tempête du désert, les américains avaient réussi à investir tous les sites de la péninsule de Fao, situés dans les environs de la ville d'Umm Qasr. Toutes les installations furent détruites (réservoirs, rails lanceurs, groupes de puissance, etc.) et 30 missiles capturés furent rapatriés aux États-Unis en octobre 1991 (Ils ne représentent qu'une partie seulement des douzaines de missiles découverts). Une partie de ce butin fut dispersée dans plusieurs bases et sert actuellement de formation pour les équipages des différentes armées américaines, tandis-qu'un petit nombre fut emmené dans des laboratoires et sur l'aire d'expérimentations des armements de l'US Navy, à China Lake, afin de tester et vérifier leurs capacités.

### Deuxième guerre du Congo
Un très petit nombre de missiles HY-2 et de lanceurs fut délivré à ce pays, qui contrôle un minuscule bout d'océan, aux alentours de l'embouchure de la rivière Congo.
En 1997, un an avant le début officiel de la guerre, une source affirma que les troupes du Zaïre avaient tiré les missiles de manière irréfléchie, les utilisant comme des armes de bombardement non-guidées contre des positions rebelles. Bien évidemment cet usage s'apparente à du gaspillage, le Seersucker n'ayant absolument pas été conçu à cet effet, mais le manque d'entraînement évident des Zaïrois leur avait déjà fait faire des choix assez étranges, comme d'utiliser des obus antichar à charge creuse HEAT comme armes de bombardement indirect. Tenant compte de ces paramètres, l'éventualité qu'un usage de Seersuckers comme roquettes anti-matériel ait bien eu lieu peut paraître plausible.
Une autre source affirma, à-l'inverse, qu'ils étaient hors-d'usage depuis bien longtemps, en raison de négligences à la suite de la chute du gouvernement. Quoi qu'il en soit, il n'en reste plus aucun en service dans la RDC.

### Guerre d'Irak de 2003
Au-cours de la troisième Guerre du Golfe, en 2003, l'Irak utilisa le Silkworm comme missile sol-sol, contre des positions de la coalition au Koweït,.
Au mois de mars, pas moins de 16 missiles avaient déjà été tirés. Les tirs irakiens étaient cependant si imprécis qu'aucun des 15 premiers ne parvint à créer de dommages sur les infrastructures koweïtiennes, ayant tous été interceptés en vol par des missiles Patriot ou ayant été perdus dans le désert. Seul le seizième missile parvint à tomber sur la ville d'Al-Kuwait, faisant deux blessés légers et d'importants dégâts dans l'un des centres commerciaux les plus importants de la ville, le souk Charq.
Un des porte-paroles du ministère de la Défense, Youssef Al-Moulla, indiquait que Bagdad dissimulait des missiles Silkworm dans des zones résidentielles du sud de l'Irak. Il estimait leur portée entre 90 et 200 km. Les forces de la coalition, elles, tentaient de localiser la position exacte de ces missiles, supposés être placés dans la province de Bassorah, également au sud de l'Irak. Le colonel Chris Vernon, porte-parole militaire britannique, tenta tout de même de rassurer la population koweïtienne en précisant qu'ils étaient « tellement imprécis » qu'ils ne touchaient que difficilement leurs cibles.

### Conflit israélo-libanais de 2006
Lors de la guerre du Liban de 2006, il fut d'abord rapporté que des groupes armés du Hezbollah avaient tiré un Silkworm contre un navire de guerre israélien depuis les terres libanaises. Les sources israéliennes affirmèrent par la suite que le missile utilisé était en réalité d'un modèle chinois bien plus sophistiqué, le C-701.
Il est à noter que la Syrie et l'Égypte avaient déjà employés des missiles P-15 Termit soviétiques - l'ancêtre du Silkworm - contre les navires israéliens, au cours de la guerre d'usure et de la guerre du Kippour. Si ces missiles n'avaient pas fait illusion lors de la bataille de Lattaquié en 1973, quatre d'entre eux parvinrent à couler le destroyer israélien Eilat en octobre 1967. Cet événement marqua le début d'une nouvelle ère, étant la première action réussie de missiles mer-mer au combat.
Alors qu'il n'était pas un missile particulièrement sophistiqué, surtout comparé aux dernières productions occidentales, telles le missile Exocet français, la charge militaire inhabituellement surdimensionnée du Silkworm permettait d'être assuré qu'un seul impact était capable d'infliger de très gros dégâts à sa cible.

## Nomenclature
| Désignation industrielle chinoise | Désignation à l'export | Désignation OTAN | Désignation US DoD | Plateforme de tir  |
| --------------------------------- | ---------------------- | ---------------- | ------------------ | ------------------ |
| Shang You (SY-1)                  | FL-1                   | Scrubbrush       | CSS-N-1            | navires            |
| Shang You (SY-1A)                 | FL-1                   | Silkworm         | CSS-N-2            | navires            |
| Shang You (SY-2)                  | FL-2                   | Saples           | CSS-N-5            | navires / avions   |
| Shang You (SY-2)                  |                        | Saples           | CSS-C-5            | terrestre          |
| Hai Ying (HY-1)                   | FL-3                   | Safflower        | CSS-N-2            | navires            |
| Hai Ying (HY-1)                   |                        | Silkworm         | CSS-C-2            | terrestre          |
| Hai Ying (HY-2)                   | C-201                  | Seersucker       | CSS-C-3            | terrestre          |
| Hai Ying (HY-2)                   |                        | Silkworm         | CSS-N-2            | navires            |
| Hai Ying (HY-3)                   | C-301                  | Sawhorse         | CSS-C-6            | terrestre          |
| Hai Ying (HY-4)                   | C-401                  | Sadsack          | CSS-C-7            | terrestre / avions |
| Ying Ji (YJ-4I)                   | non applicable         | aucun            | aucun              | terrestre / avions |
| Ying Ji (YJ-4II)                  | non applicable         | aucun            | aucun              | terrestre / avions |

(US DoD : United States Department of Defence, le département de la défense américain)

## Utilisateurs
- Chine
- Albanie
- Bangladesh
- Birmanie
- Corée du Nord : Fabriqués sous licence. Qualité moyenne, car fabriqués à l'aide d'outillage conçu localement[13].
- Cuba : Fabriqués sous licence. Un véhicule chenillé spécial a été créé pour eux, sur la base de chars soviétiques T-54/55 modifiés[13].
- Égypte : Employés lors de la guerre du Kippour. Le pays fabrique quelques pièces détachées.
- Émirats arabes unis
- Iran : Fabriqués sous licence. Leur qualité est meilleure que celle des modèles coréens, car l'outillage utilisé dans leur construction provient de Chine[13]. Employés à l'époque de Rouhollah Khomeini.
- Irak : Employés à l'époque de Saddam Hussein. Ce pays fabrique quelques pièces détachées, mais il demeure impossible se savoir si des missiles complets ont déjà été produits[13].
- Pakistan
- Soudan
- Zaïre : Employés en très petit nombre en 1997. Leur stock est épuisé[13].